# Philippe Fuchs
Pour les articles homonymes, voir Fuchs.
Philippe Fuchs, né le 7 mai 1950, est un expert en réalité virtuelle français, diplômé de l'École centrale de Nantes et un coureur à pied d'ultrafond.

## Parcours
Il est professeur à l'école Mines ParisTech où il est le responsable de l'équipe "RV&RA", spécialisée en Réalité Virtuelle et Réalité Augmentée du Centre de Robotique.
Cet ultramarathonien a réalisé les randonnées en courant de Palaiseau au Cap Nord (3 200 km durant l'été 1995) et de Bures-sur-Yvette à Athènes (2 400 km durant l'été 2004). 
Durant l'été 2008, il a réalisé une randonnée en courant de Paris à Pékin (8 500 km).

## Livres
Il est l'auteur de nombreuses publications scientifiques et de vulgarisation au sujet de la réalité virtuelle, notamment : 
- Le traité de la réalité virtuelle (œuvre collective sous la direction de Philippe Fuchs, 101 auteurs, en 5 volumes, Les Presses des MINES, 2006) ;
- Les casques de réalité virtuelle et de jeux vidéo (Les Presses des MINES, 2016) ;
- Théorie de la réalité virtuelle - Les véritables usages (Les Presses des MINES, 2018) ;

Il est aussi l'auteur d'un livre plus personnel, abordant ces réflexions sur les formidables capacités d'adaptation du corps humain, observées lors de ces différentes randonnées et plus particulièrement lors de son aventure en courant de Paris à Pékin : 
- Adaptation et conditionnement, réflexions en courant de Paris à Pékin, édilivre, 2015.